# Zoboralja
Zoboralja is een etnografisch Hongaarstalige regio in het district Nitra in de gelijknamige regio van Slowakije. De bevolking behoort tot de Hongaarse minderheid in Slowakije. Het is de meest noordelijk gelegen Hongaarstalige enclave in Europa en het Karpatenbekken.
Het aandeel van de Hongaren in de bevolking neemt de laatste decennia scherp af door vergrijzing, assimilatie en de druk van suburbanisatie vanuit de stad Nitra.

## Bevolking
In 2011 had de streek 10.950 inwoners. Hiervan waren de Hongaren met 4.244 inwoners (39%) naast de Slowaken de belangrijkste bevolkingsgroep.
In 2001 had de streek 9.841 inwoners. Hiervan vormden de Hongaren met 4.778 inwoners (48%) bijna de helft van de bevolking.
In 1991 had de streek 9.720 inwoners. Hiervan vormden de Hongaren met 5.993 inwoners (61%) de meerderheid van de bevolking.

## Gemeenten
Het bestaat uit de dorpen:
- Dolné Obdokovce (Alsóbodok), in 2011 1188 inwoners, 699 Hongaren (58,84%)
- Štitáre (Alsócsitár), in 2011 707 inwoners, 191 Hongaren (27,02%)
- Nitrianske Hrnčiarovce (Nyitragerencsér), in 2011 1921 inwoners, 414 Hongaren (21,55%)
- Babindol (Bábindal), in 2011 667 inwoners, 147 Hongaren (22,04%)
- Jelenec (Gímes), in 2011 2033 inwoners, 542 Hongaren (26,66%)
- Kolíňany (Kolon), in 2011 1570 inwoners, 780 Hongaren (49,68%)
- Ladice (Barslédec), in 2011 741 inwoners, 236 Hongaren (31,85%)
- Hosťová (Nyitrageszte), in 2011 361 inwoners, 242 Hongaren (67,04%)
- Pohranice (Pográny) in 2011 1074 inwoners, 504 Hongaren (46,93%)
- Žirany (Zsére), in 2011 1355 inwoners, 636 Hongaren (46,94%)
- Čifáre (Csiffár) in 2011 604 inwoners, 173 Hongaren (28,64%)

In ruimere zin worden ook deze gemeenten met grote groepen Hongaren wel eens tot Zoboralja gerekend:
- Branč (Berencs), in 2011 2174 inwoners, 447 Hongaren (20,56%)
- Čechynce (Nyitracsehi) in 2011 1050 inwoners, 475 Hongaren (45,24%)
- Klasov in 2011 1241 inwoners, 421 Hongaren (33,92%)
- Veľký Cetín in 2011 1604 inwoners, waarvan 1108 Hongaren (69,08%).

In deze gemeenten vormen de Hongaren 40% van de bevolking (2011) (2451 Hongaren op 6069 inwoners).